# Доляни
Доляни (словац. Doľany) — село в Словаччині, Левоцькому окрузі Пряшівського краю. Розташоване на півночі східної Словаччини на південних схилах Левоцьких гір в долині Долянського потока.
Уперше згадується у 1314 році.
У селі є каплиця з кінця 18 століття, у частині села Рошковце є римо—католицький костел.

## Населення
| Рік:            | 1994. | 2004.    | 2014.    | 2024.    |
| --------------- | ----- | -------- | -------- | -------- |
| Кількість осіб: | 274   | 430      | 655      | 901      |
| Різниця:        |       | +56,93 % | +52,32 % | +37,55 % |

| Рік:            | 2023. | 2024.   |
| --------------- | ----- | ------- |
| Кількість осіб: | 865   | 901     |
| Різниця:        |       | +4,16 % |

У селі проживає 520 осіб.
Національний склад населення (за даними останнього перепису населення — 2001 року):
- словаки — 88,74 %,
- цигани — 11,26 %.

Склад населення за приналежністю до релігії станом на 2001 рік:
- римо-католики — 98,95 %,
- протестанти — 0,26 %,
- не вважають себе вірянами або не належать до жодної вищезгаданої конфесії — 0,78 %.

## Відомі особистості
В поселенні народився:
- Пауле Ладіслав Антонович (* 1947) — словацький лісівник.